# Festival Internacional de Cine de Cannes de 2014
El 67° Festival de Cine de Cannes  se llevó a cabo en Cannes, Francia, del 14 al 25 de mayo del 2014. La directora neozelandesa Jane Campion presidió el jurado de largometrajes. La película premiada con la Palma de Oro fue la turca Sueño de invierno, dirigida por Nuri Bilge Ceylan.
El film largamente esperado Grace of Monaco, dirigido por Olivier Dahan y protagonizado por Nicole Kidman encarnando el papel de Grace Kelly, abrió el festival como película fuera de competición. En el cartel del festival aparece la imagen del actor italiano Marcello Mastroianni en la película de Federico Fellini 8½, de 1963, que se presentó en el Festival Internacional de Cine de Cannes de 1963.
La Selección Oficial de películas para este festival, incluida la lista de la competencia principal, se anunció el 17 de abril del 2014.

## Jurados

### Sección oficial
El jurado de la presente edición se anunció el 28 de abril de 2014:

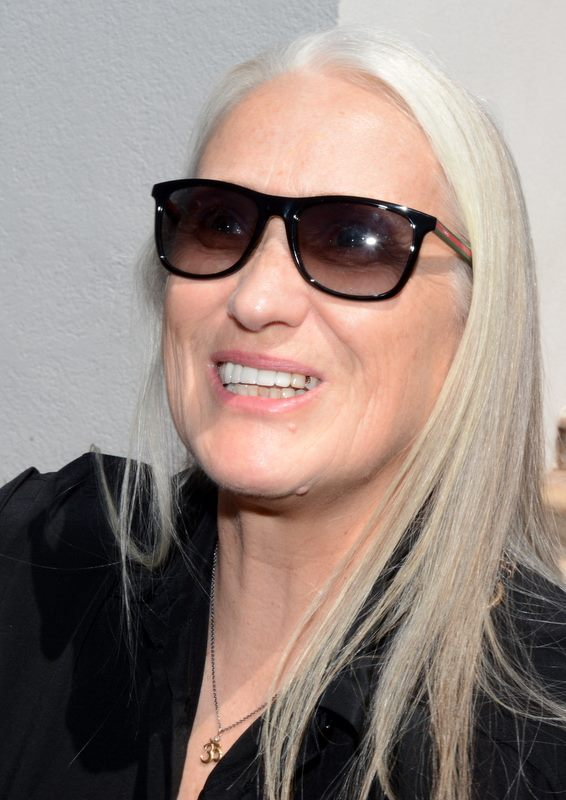
Jane Campion, presidenta del jurado de la sección oficial

- Jane Campion, directora neozelandesa (Presidenta del jurado)
- Carole Bouquet, actriz francesa[9]
- Sofia Coppola, directora norteamericana[10]
- Leila Hatami, actriz iraní
- Jeon Do-yeon, actriz coreana
- Willem Dafoe, actor norteamericano
- Gael García Bernal, actor y director mexicano
- Jia Zhangke, director chino
- Nicolas Winding Refn, director danés

### Un Certain Regard

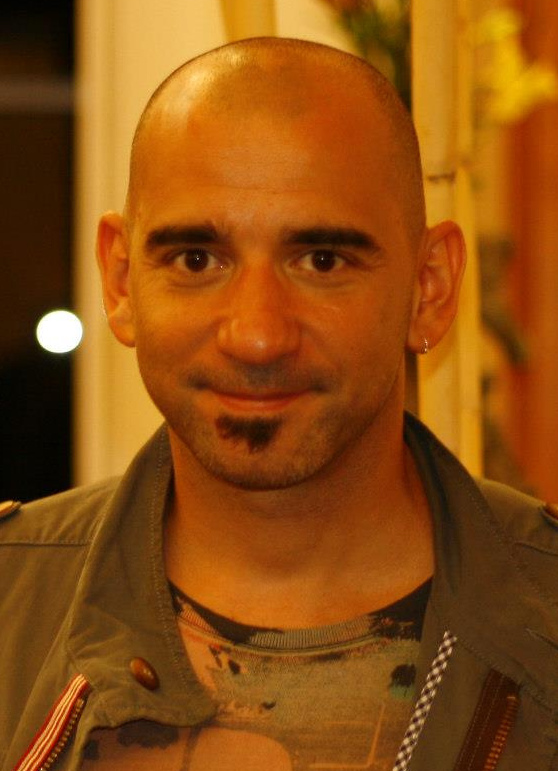
Pablo Trapero, presidente del jurado de Un Certain Regard

El jurado de la sección Un Certain Regard se anunció el 11 de mayo de 2014:
- Pablo Trapero, director argentino (Presidente)[12]
- Peter Becker, presidente de Criterion Collection
- Maria Bonnevie, actriz noruega-sueca
- Géraldine Pailhas, actriz francesa
- Moussa Touré, director senegalés

### Cinefundación y cortometrajes

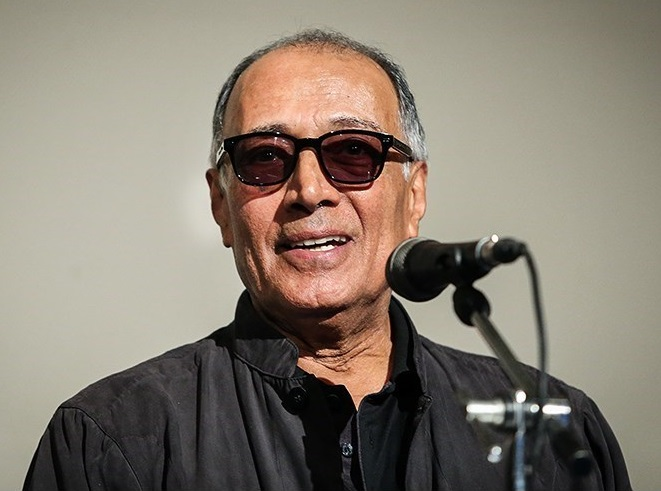
Abbas Kiarostami, presidente del jurado de Cinéfondation y cortometrajes

- Abbas Kiarostami, director iraní (presidente)[13][14]
- Daniela Thomas, directora brasileña
- Noémie Lvovsky, directora francesa
- Joachim Trier, director noruego
- Mahamat Saleh Haroun, director de Chad

### Caméra d'Or

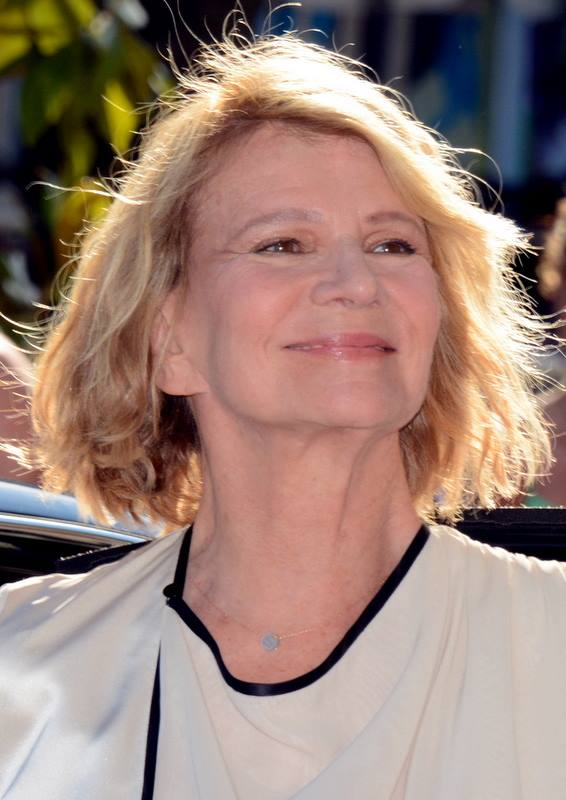
Nicole Garcia, Presidente del jurado de la Caméra d'Or

- Nicole Garcia, directora y actriz francesa (Presidente)[15]
- Richard Anconina, actor francés
- Gilles Gaillard, Técnico francés
- Sophie Grassin, periodista y crítico de cine francés
- Héléna Klotz, directora francesa
- Lisa Nesselson, periodista y crítica de cine norteamericana
- Philippe Van Leeuw, director belga

### Jurados independientes
Gran Premio Nespresso (Semana de la crítica)
- Andrea Arnold, directora inglesa (Presidenta)[17]
- Daniela Michele, periodista de cine mexicano y director de Morelia International Film Festival
- Fernando Ganzo, periodista de cine español
- Jordan Mintzer, crítico de cine norteamericano
- Jonathan Romney, crítico de cine británico

Sony CineAlta Discovery (Semana de la crítica)
- Rebecca Zlotowski, director francés (Presidente)
- Louise Riousse, crítico de cine francés
- Sergio Huidobro, crítico de cine mexicano
- Andrei Rus, crítico de cine rumano
- Guido Segal, crítico de cine argentino

France 4 Visionary Award (Semana de la crítica)
- Rebecca Zlotowski, director francés (Presidente)
- Louise Riousse, crítico de cine francés
- Sergio Huidobro, crítico de cine mexicano
- Andrei Rus, crítico de cine rumano
- Guido Segal, crítico de cine argentino

Queer Palm
- Bruce LaBruce, escritor y director canadiense (Presidente)[18][19]
- Anna Margarita Albelo, directora cubana-norteamericana
- João Ferreira, directora artística portuguesa y programadora del Queer Lisboa festival
- Charlotte Lipinska, periodista y actriz francesa
- Ricky Mastro, programadora del festival de cine de Recife

## Sección oficial
Las películas anunciadas para competir por la Palma de Oro se presentaron en la conferencia de prensa de Cannes el 17 de abril del 2014. Las siguientes películas compitieron por la Palma de Oro:
| Título en español         | Título original              | Dirección                          | País de producción          |
| ------------------------- | ---------------------------- | ---------------------------------- | --------------------------- |
| Viaje a Sils Maria        | Sils Maria                   | Olivier Assayas                    | Alemania Francia Suiza      |
| Saint Laurent             | Saint Laurent                | Bertrand Bonello                   | Francia                     |
| Sueño de invierno †       | Kış Uykusu                   | Nuri Bilge Ceylan                  | Turquía Alemania Francia    |
| Maps to the Stars         | Maps to the Stars            | David Cronenberg                   | Canadá Estados Unidos       |
| Dos días, una noche       | Deux jours, une nuit         | Jean-Pierre Dardenne, Luc Dardenne | Bélgica Italia Francia      |
| Mommy                     | Mommy                        | Xavier Dolan                       | Canadá                      |
| Cautivos                  | Captives                     | Atom Egoyan                        | Canadá                      |
| Adiós al lenguaje         | Adieu au Language            | Jean-Luc Godard                    | Suiza                       |
| The Search                | The Search                   | Michel Hazanavicius                | Francia                     |
| Deuda de honor            | The Homesman                 | Tommy Lee Jones                    | Estados Unidos              |
| Aguas tranquilas          | ２つ目の窓 Futatsume no mado | Naomi Kawase                       | Japón                       |
| Mr. Turner                | Mr. Turner                   | Mike Leigh                         | Reino Unido                 |
| Jimmy's Hall              | Jimmy's Hall                 | Ken Loach                          | Reino Unido Irlanda Francia |
| Foxcatcher                | Foxcatcher                   | Bennett Miller                     | Estados Unidos              |
| El país de las maravillas | Le meraviglie                | Alice Rohrwacher                   | Italia                      |
| Timbuktu                  | Timbuktu                     | Abderrahmane Sissako               | Francia Mauritania          |
| Relatos salvajes          | Relatos salvajes             | Damián Szifron                     | Argentina España            |
| Leviatán                  | Левиафан Leviathan           | Andrey Zvyagintsev                 | Rusia                       |

## Un Certain Regard
Mil noches, una boda, dirigida por Marie Amachoukeli, Claire Burger y Samuel Theis, fue elegida como filme inaugural de la sección Un certain regard.
| Título                            | Título original                    | Dirección                                      | País de producción                 |
| --------------------------------- | ---------------------------------- | ---------------------------------------------- | ---------------------------------- |
| Mil noches, una boda*             | Party Girl                         | Marie Amachoukeli, Claire Burger, Samuel Theis | Francia                            |
| Amour Fou                         | Amour Fou                          | Jessica Hausner                                | Austria Luxemburgo Alemania        |
| Alas de libertad                  | Bird People                        | Pascale Ferran                                 | Estados Unidos                     |
| La habitación azul                | La chambre bleue                   | Mathieu Amalric                                | Francia                            |
| Charlie's Country                 | Charlie's Country                  | Rolf de Heer                                   | Australia                          |
| Un monstruo en mi puerta*         | 도희야 Dohee-ya                    | July Jung                                      | Corea del Sur                      |
| La desaparición de Eleanor Rigby* | The Disappearance of Eleanor Rigby | Ned Benson                                     | Estados Unidos                     |
| Fantasia                          | 幻想曲                             | Wang Chao                                      | China Francia                      |
| Fuerza mayor                      | Force Majeure                      | Ruben Östlund                                  | Suecia                             |
| That Lovely Girl                  | Loin de mon père                   | Keren Yedaya                                   | Israel Francia                     |
| Hermosa juventud                  | Hermosa juventud                   | Jaime Rosales                                  | España                             |
| Incompresa                        | Incompresa                         | Asia Argento                                   | Italia Francia                     |
| Jauja                             | Jauja                              | Lisandro Alonso                                | Dinamarca Estados Unidos Argentina |
| Lost River*                       | Lost River*                        | Ryan Gosling                                   | Estados Unidos                     |
| Run*                              | Run*                               | Philippe Lacôte                                | Francia Costa de Marfil            |
| La sal de la tierra               | The Salt of the Earth              | Wim Wenders and Juliano Ribeiro Salgado        | Francia Italia Brasil              |
| Snow in Paradise*                 | Snow in Paradise*                  | Andrew Hulme                                   | Reino Unido                        |
| Titli*                            | Titli                              | Kanu Behl                                      | India                              |
| Xenia                             | Ξενία                              | Panos H. Koutras                               | Grecia Francia Bélgica             |
| White God†                        | Fehér Isten                        | Kornél Mundruczó                               | Hungría Alemania Suecia            |

### Fuera de competición
Las siguientes películas fueron mostradas fuera de la competencia:
| Título en español                 | Título original            | Dirección     | País de producción      |
| --------------------------------- | -------------------------- | ------------- | ----------------------- |
| Coming Home                       | 歸來 Gui lai               | Zhang Yimou   | China                   |
| Cómo entrenar a tu dragón 2       | How to Train Your Dragon 2 | Dean DeBlois  | Estados Unidos          |
| Grace of Monaco (filme inaugural) | Grace of Monaco            | Olivier Dahan | Estados Unidos, Francia |
| Riviera francesa                  | L’homme qu’on aimait trop  | André Téchiné | Francia                 |

Proyecciones de medianoche
| Título        | Título original | Dirección        | País de producción |
| ------------- | --------------- | ---------------- | ------------------ |
| The Rover     | The Rover       | David Michôd     | Australia          |
| The Salvation | The Salvation   | Kristian Levring | Dinamarca          |
| The Target    | 표적 Pyo Jeok   | Yoon Hong-seung  | Corea del Sur      |

### Proyecciones especiales
En la sección "Proyecciones especiales" se proyectaron las siguientes películas:
| Título                                      | Título original                              | Dirección | País de producción                                                  |
| ------------------------------------------- | -------------------------------------------- | --- | ------------------------------------------------------------------- |
| Los Puentes de Sarajevo                     | Les Ponts de Sarajevo                        | Aida Begić, Isild Le Besco, Leonardo di Constanzo, Pedro Costa, Jean-Luc Godard, Kamen Kalev, Sergei Loznitsa, Vincenzo Marra, Ursula Meier, Vladimir Perišić, Cristi Puiu, Marc Recha and Angela Schanelec | Bulgaria, Alemania, Italia, Portugal, Bosnia y Herzegovina, Francia |
| Caricaturistes, fantassins de la démocratie | Caricaturistes - Fantassins de la démocratie | Stéphanie Valloatto | Francia                                                             |
| Maidan                                      | Майдан Maidan                                | Sergei Loznitsa | Ucrania                                                             |
| Red Army                                    | Red Army                                     | Gabe Polsky | Estados Unidos                                                      |
| Eau argentée, Syrie autoportrait            | ماء الفضة Eau argentée, Syrie autoportrait   | Ossama Mohammed | Siria                                                               |
| Des hommes et de la guerre                  | Des hommes et de la guerre                   | Laurent Bécue-Renard | Francia                                                             |
| The Owners                                  |                                              | Adilkhan Yerzhanov | Kazajistán                                                          |
| Géronimo                                    | Géronimo                                     | Tony Gatlif | Francia                                                             |
| El Ardor                                    | El Ardor                                     | Pablo Fendrik | Argentina, Brasil, Francia, Estados Unidos                          |

70.º aniversario de Le Monde
| Título            | Título original   | Dirección    | País(es) de producción |
| ----------------- | ----------------- | ------------ | ---------------------- |
| Les gens du Monde | Les Gens du Monde | Yves Jeuland | Francia                |

### Cortometrajes
Los siguientes cortos fueron elegidas para luchar a la Palma de Oro al mejor cortometraje.
| Título original             | Dirección                                                                       | País de producción    |
| --------------------------- | ------------------------------------------------------------------------------- | --------------------- |
| The Administration of Glory | Ran Huang                                                                       | China                 |
| Ukhilavi Sivrtseebi         | Dea Kulumbegashvili                                                             | Georgia               |
| Happo-en                    | Masahiko Sato, Takayoshi Ohara, Yutaro Seki, Masayuki Toyota and Kentaro Hirase | Japón                 |
| Leidi                       | Simón Mesa Soto                                                                 | Colombia, Reino Unido |
| Sonuncu                     | Grainger David                                                                  | Azerbaiyán            |
| A Kivegzes                  | Petra Szöcs                                                                     | Hungría, Rumania      |
| Aïssa                       | Clement Tréhin-Lalanne                                                          | Francia               |
| Les corps étrangers         | Laura Wandel                                                                    | Bélgica               |
| Ja, vi elsker               | Hallvar Witzø                                                                   | Noruega               |
| Sessiz-Bêdeng               | L. Rezan Yesilbas                                                               | Turquía               |

### Cinéfondation
La sección Cinéfondation se centra en películas realizadas por estudiantes en Escuelas de cine. Los siguientes 16 trabajos (14 ficción y 2 de animación) fueron seleccionadas entre más de 1.631 procedentes de 320 escuelas diferentes. La mitad de las películas seleccionadas han sido dirigidas por mujeres.
| Título original                                                         | Dirección                                                           | Escuela                                          |
| ----------------------------------------------------------------------- | ------------------------------------------------------------------- | ------------------------------------------------ |
| Our Blood                                                               | Max Chan                                                            | Hampshire College, USA                           |
| Home Sweet Home                                                         | Pierre Clenet, Alejandro Diaz, Romain Mazevet and Stéphane Paccolat | Supinfocom Arlés, Francia                        |
| The Aftermath of the Inauguration of the Public Toilet at Kilometer 375 | Omar El Zohairy                                                     | High Cinema Institute, Academy of Arts, Egipto   |
| Stone Cars                                                              | Reinaldo Marcus Green                                               | NYU Tisch School of the Arts, Estados Unidos     |
| Last Trip Home                                                          | Han FengYu                                                          | Ngee Ann Polytechnic, Singapur                   |
| Une vie radieuse                                                        | Meryll Hardt                                                        | Le Fresnoy, Francia                              |
| Niagara                                                                 | Chie Hayakawa                                                       | ENBU Seminar, Japón                              |
| Oh Lucy!                                                                | Atsuko Hirayanagi                                                   | NYU Tisch School of the Arts Asia, Singapur      |
| The Visit                                                               | Inbar Horesh                                                        | Minshar for Art, School and Center, Israel       |
| Leto bez meseca                                                         | Stefan Ivančić                                                      | Faculty of Dramatic Arts, Serbia                 |
| The Bigger Picture                                                      | Daisy Jacobs                                                        | National Film and Television School, Reino Unido |
| Provincia                                                               | György Mór Kárpáti                                                  | University of Theatre and Film Arts, Hungría     |
| Soom                                                                    | Hyun Ju Kwon                                                        | Chung-Ang University, Corea del Sur              |
| Les Oiseaux-Tonnerre                                                    | Léa Mysius                                                          | La Fémis, Francia                                |
| Lievito madre                                                           | Fulvio Risuleo                                                      | Centro Sperimentale di Cinematografia, Italia    |
| Skunk                                                                   | Annie Silverstein                                                   | University of Texas at Austin, Estados Unidos    |

## Secciones paralelas

### Semana Internacional de la Crítica
La sección de la Semana Internacional de la crítica se anunció el 21 abril. FLA, dirigida por Djinn Carrénard y Hippocrate, dirigida por Thomas Lilti fueron seleccionadas para la apertura y la clausura de la sección.
Los siguientes largometrajes fueron seleccionados para ser proyectados para la 50.ª Semana de la Crítica  (50e Semaine de la Critique):
Largometrajes
| Título en español       | Título original         | Dirección               | País de producción    |
| ----------------------- | ----------------------- | ----------------------- | --------------------- |
| Più buio di mezzanotte* | Più buio di mezzanotte* | Sebastiano Riso         | Italia                |
| La tribu*               | Plemya                  | Myroslav Slaboshpytskyi | Ucrania, Países Bajos |
| It Follows              | It Follows              | David Robert Mitchell   | Estados Unidos        |
| Gente de bien*          | Gente de bien*          | Franco Lolli            | Colombia              |
| When Animals Dream*     | Når dyrene drømmer      | Jonas Alexander Amby    | Dinamarca             |
| Hope*                   | Hope*                   | Boris Lojkine           | Francia               |
| Self Made               | Boreg                   | Shira Geffen            | Israel                |

Proyeccions espaciales
| Título en inglés         | Título original | Dirección       | País de producción |
| ------------------------ | --------------- | --------------- | ------------------ |
| FLA                      | FLA             | Djinn Carrénard | Francia            |
| Breathe                  | Breathe         | Mélanie Laurent | Francia            |
| The Kindergarten Teacher | Haganenet       | Nadav Lapid     | Israel             |
| Hippocrate               | Hippocrate      | Thomas Lilti    | Francia            |

Cortometrajes
| Título original                                   | Dirección         | País de producción |
| ------------------------------------------------- | ----------------- | ------------------ |
| A Ciambra                                         | Jonas Carpignano  | Italia, Francia    |
| Boa Noite Cinderela                               | Carlos Conceição  | Portugal           |
| The Chicken                                       | Una Gunjak        | Alemania, Croacia  |
| La Contre-allée                                   | Cécile Ducrocq    | Francia            |
| Crocodile                                         | Gäelle Denis      | Reino Unido        |
| Les Fleuves m'ont Laissée Descendre où je Voulais | Laurie de Lassale | Francia            |
| Petit frère                                       | Rémi St-Michel    | Canadá             |
| Safari                                            | Gerardo Herrero   | España             |
| True Love Story                                   | Gitanjali Rao     | India              |
| Un chambre bleue, Niebieski pokój                 | Tomasz Siwinski   | Francia, Polonia   |

### Quincena de los Realizadores
Los filmes elegidos para ser exhibidos en la Quincena de Realizadores de 2012 (Quinzaine des Réalizateurs) se anunciaron el 22 de abril. Girlhood, dirigida por Céline Sciamma y Pride, dirigida por Matthew Warchus, había sido seleccionado para abrir y cerrar esta sección.
Largometrajes
| Título en español                  | Título original                          | Dirección                       | País de producción           |
| ---------------------------------- | ---------------------------------------- | ------------------------------- | ---------------------------- |
| Girlhood                           | Bande de filles                          | Céline Sciamma                  | Francia                      |
| Alleluia                           | Alleluia                                 | Fabrice Du Welz                 | Bélgica, Francia             |
| Catch Me Daddy*                    | Catch Me Daddy*                          | Daniel Wolfe                    | Reino Unido                  |
| Frío en julio                      | Cold in July                             | Jim Mickle                      | Estados Unidos               |
| Clan salvaje                       | Mange tes morts                          | Jean-Charles Hue                | Francia                      |
| Les combattants*                   | Les combattants*                         | Thomas Cailley                  | Francia                      |
| Gett: Le procès de Viviane Amsalem | Gett: Le procès de Viviane Amsalem       | Ronit Elkabetz, Shlomi Elkabetz | Israel, Francia, Alemania    |
| A Hard Day                         | 끝까지 간다 Moo-Deom-Kka-Ji Gan-Da       | Kim Seong-hun                   | Corea del Sur                |
| National Gallery                   | National Gallery                         | Frederick Wiseman               | Estados Unidos, Francia      |
| Next to Her*                       | At Li Layla                              | Asaf Korman                     | Israel                       |
| Reina y patria                     | Queen and Country                        | John Boorman                    | Reino Unido, Irlanda         |
| Refugiado                          | Refugiado                                | Diego Lerman                    | Argentina, Francia, Alemania |
| El cuento de la princesa Kaguya    | かぐや姫の物語 Kaguya-hime no Monogatari | Isao Takahata                   | Japón                        |
| Las últimas horas*                 | These Final Hours                        | Zack Hilditch                   | Australia                    |
| Tu dors Nicole                     | Tu dors Nicole                           | Stéphane Lafleur                | Canadá                       |
| Whiplash                           | Whiplash                                 | Damien Chazelle                 | Estados Unidos               |
| Pride                              | Pride                                    | Matthew Warchus                 | Reino Unido                  |

Proyecciones especiales
| Título en inglés             | Título original             | Dirección    | País de producción |
| ---------------------------- | --------------------------- | ------------ | ------------------ |
| Li'l Quinquin                | P’tit Quinquin              | Bruno Dumont | Francia            |
| The Texas Chain Saw Massacre | The Texas Chainsaw Massacre | Tobe Hooper  | Estados Unidos     |

Cortometrajes
| Título original      | Dirección                  | País de producción |
| -------------------- | -------------------------- | ------------------ |
| 8 Balles             | Frank Ternier              | Francia            |
| A Caça Revoluções    | Margarida Rego             | Portugal           |
| Cambodia 2099        | Davy Chou                  | Francia            |
| En août              | Jenna Hass                 | Suiza              |
| Fragmenty            | Aga Woszczyńska            | Polonia            |
| Guy Môquet           | Demis Herenger             | Francia            |
| Jutra                | Marie-Josée Saint-Pierre   | Canadá             |
| Man on the Chair     | Dahee Jeong                | Corea del Sur      |
| Sem Coração          | Nara Normande, Tião Tiao   | Brasil             |
| Torn                 | Elmar Imanov, Engin Kundag | Azerbaiyán         |
| Trece şi prin perete | Radu Jude                  | Rumanía            |

### Cannes Classics
Cannes Classics pone el punto de mira en documentales sobre cine y obras maestras del pasado restauradas. La actriz italiana Sophia Loren fue la invitada de honor.
Tributo
| Título en español                                | Título original                                  | Director      | País           |
| ------------------------------------------------ | ------------------------------------------------ | ------------- | -------------- |
| Voce umana (corto)                               | Voce umana (corto)                               | Edoardo Ponti | Italy, EE. UU. |
| Documentales sobre cine                          |                                                  |               |                |
| Life Itself                                      | Life Itself                                      | Steve James   | EE. UU.        |
| The Go-Go Boys: The Inside Story of Cannon Films | The Go-Go Boys: The Inside Story of Cannon Films | Hilla Medalia | Israel         |

Películas restauradas
| Título en español                              | Título original                                                              | Director                          | País                                       |
| ---------------------------------------------- | ---------------------------------------------------------------------------- | --------------------------------- | ------------------------------------------ |
| 8½ (1963)                                      | 8½ (1963)                                                                    | Federico Fellini                  | Italia, Francia                            |
| El azar (1987)                                 | Przypadek                                                                    | Krzysztof Kieślowski              | Polonia                                    |
| Blue Mountains, or Unbelievable Story (1983)   | ცისფერი მთები ანუ დაუჯერებელი ამბავი / Tsisperi mtebi anu daujerebeli ambavi | Eldar Shengelaia                  | URSS                                       |
| La Chienne (1931)                              | La Chienne (1931)                                                            | Jean Renoir                       | Francia                                    |
| El color de la granada (1969)                  | Sayat Nova                                                                   | Sergei Parajanov                  | URSS                                       |
| Historias crueles de juventud (1960)           | 青春残酷物語 / Seishun zankoku monogatari                                    | Nagisa Oshima                     | Japón                                      |
| Amanece (Al despertar el día) (1939)           | Le jour se lève                                                              | Marcel Carné                      | Francia                                    |
| La posada del dragón (1967)                    | 龍門客棧 / Long men kezhan                                                   | King Hu                           | Taiwán                                     |
| Ya no creo en el amor (1954)                   | La Paura                                                                     | Roberto Rossellini                | Italia, Alemania                           |
| Por un puñado de dólares (1964) (closing film) | Per un pugno di dollari                                                      | Sergio Leone                      | Italia, España, Alemania                   |
| Cómo Yukong desplazó las montañas (1976)       | Regards sur une revolution: Comment Yukong déplaça les montagnes             | Joris Ivens and Marceline Loridan | Francia                                    |
| La posada de Jamaica (1954)                    | Jamaica Inn (1939)                                                           | Alfred Hitchcock                  | Reino Unido                                |
| El último metro (1980)                         | Le dernier métro                                                             | François Truffaut                 | Francia                                    |
| Léolo (1992)                                   | Léolo (1992)                                                                 | Jean-Claude Lauzon                | Francia, Canadá                            |
| Horizontes perdidos (1937)                     | Lost Horizon                                                                 | Frank Capra                       | EE. UU.                                    |
| Matrimonio a la italiana (1964)                | Matrimonio all'italiana                                                      | Vittorio De Sica                  | Italia, Francia                            |
| Esposa ingenua (1966)                          | La vie de château                                                            | Jean-Paul Rappeneau               | Francia                                    |
| Overlord (1975)                                | Overlord (1975)                                                              | Stuart Cooper                     | Reino Unido                                |
| París, Texas (1984)                            | París, Texas (1984)                                                          | Wim Wenders                       | West Germany, France, Reino Unido, EE. UU. |
| Las olimpiadas de Tokio (1965)                 | 東京オリンピック / Tōkyō Orinpikku                                           | Kon Ichikawa                      | Japón                                      |
| Los violines del baile (1974)                  | Los violines del baile (1974)                                                | Michel Drach                      | Francia                                    |
| Las cruces de madera (1932)                    | Les croix de bois                                                            | Raymond Bernard                   | Francia                                    |

 World Cinema Foundation
| Título en inglés                    | Título original                | Director        | País      |
| ----------------------------------- | ------------------------------ | --------------- | --------- |
| Manila in the Claws of Light (1975) | Maynila sa mga kuko ng liwanag | Lino Brocka     | Filipinas |
| The Wagoner (corto 1963)            | Borom Sarret                   | Ousmane Sembene | Senegal   |

## Premios

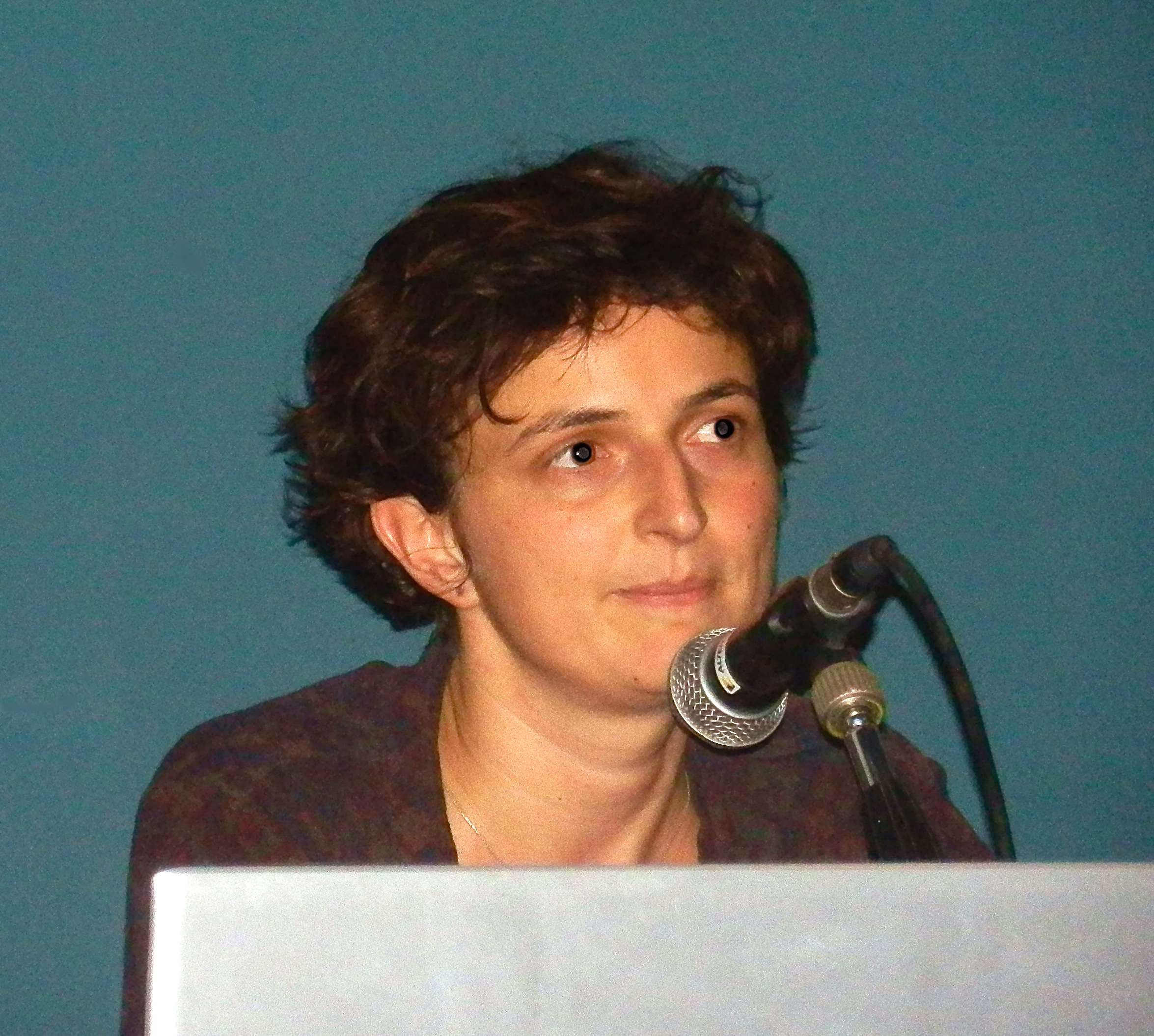
Alice Rohrwacher, ganador del Gran Premio

Sueño de invierno se convirtió en el primer film turco en ganar la Palma de Oro desde Yol en 1982. El director Nuri Bilge Ceylan dijo que fue "una gran sorpresa" y dedicó la victoria a la juventud de su país que sufría entonces una agitación política y las víctimas del desastre de la mina Soma. Antes del inicio del certamen, Sueño de invierno era considerada favorita para ganar la Palma de Oro, pero cuando se mostró se encontró con una reacción de la críticas encontrada. Algunos encontraron que era demasiado larga (con 3 horas y 16 minutos, fue la película más larga en el festival) y difícil de terminar, mientras que otros lo consideraron una gran revelación. Sin embargo, al jurado le encantó la película. El presidente del jurado Jane Campion dijo: "Si tuviera las agallas de ser tan honesta acerca de sus personajes como lo es este director, estaría muy orgullosa de mí misma."
En competición
- Palma de Oro: Sueño de invierno de Nuri Bilge Ceylan
- Gran Premio del Jurado: El país de las maravillas de Alice Rohrwacher
- Premio a la mejor dirección: Bennett Miller por Foxcatcher
- Premio al mejor guion: Andrey Zvyagintsev y Oleg Negin por Leviatán
- Premio a la interpretación femenina: Julianne Moore por Maps to the Stars
- Premio a la interpretación masculina: Timothy Spall por Mr. Turner
- Premio del Jurado: Mommy de Xavier Dolan y Adiós al lenguaje de Jean-Luc Godard

Un Certain Regard
- Premio Un Certain Regard: White God de Kornél Mundruczó
- Premio del Jurado de Un Certain Regard: Fuerza mayor de Ruben Östlund
- Premio especial de Un Certain Regard: La sal de la tierra by Wim Wenders and Juliano Ribeiro Salgado
- Premio grupal Un Certain Regard: El reparto de Mil noches, una boda
- Premio Un Certain Regard al mejor actor: David Gulpilil por Charlie's Country

Càmera d'Or
- Càmera d'Or: Mil noches, una boda de Marie Amachoukeli, Claire Burger and Samuel Theis

Cinéfondation
- Primer premio: Skunk de Annie Silverstein
- 2º Premio: Oh Lucy! de Atsuko Hirayanagi
- 3º Premio: Sourdough de Fulvio Risuleo y The Bigger Picture de Daisy Jacobs

Cortometrajes
- Palma de Oro al mejor cortometraje: Leidi de Simón Mesa Soto
- Mención especial: Aïssa by Clément Trehin-Lalanne & Yes We Love de Hallvar Witzø

### Premios independentes
Premios FIPRESCI
- Sueño de invierno de Nuri Bilge Ceylan (En Competición)
- Jauja de Lisandro Alonso (Un Certain Regard)
- Les combattants de Thomas Cailley (Quincena de realizadores)

Premio Vulcain al Artista Técnico
- Premio Vulcain: Dick Pope por Mr. Turner (cinematography)

Jurado Ecuménico
- Premio del Jurado Ecuménico: Timbuktu de Abderrahmane Sissako
- Premio del Jurado Ecuménico - Mención especial:
  - La sal de la tierra de Wim Wenders y Juliano Ribeiro Salgado
  - Hermosa juventud de Jaime Rosales

Premios de la Semana Internacional de la Crítica
- Gran Premio Nespresso: La tribu de Myroslav Slaboshpytskiy
- Premio France 4: La tribu de Myroslav Slaboshpytskiy
- Premio SACD: Hope de Boris Lojkine
- Premio Sony CineAlta al mejor corto: Young Lions of Gypsy de Jonas Carpignano
- Premio Canal+: Crocodile by Gäelle Denis
- Premio Gan Foundation: La tribu de Myroslav Slaboshpytskiy

Quincena de Realizadores
- Premio Art Cinema: Les combattants de Thomas Cailley
- Premio SACD: Les combattants de  Thomas Cailley
- Premio Europa Cinemas Label: Les combattants de Thomas Cailley
- Premio Illy al mejor corto: Heartless de Nara Normande and Tião
- Mención especial: It Can Pass Through the Wall de Radu Jude

Palma Queer
- Palma Queer: Pride de Matthew Warchus

Jurado Palm Dog
- Premio Palm Dog: el reparto canino de White God

Association Prix François Chalais
- Premio François Chalais: Timbuktu de Abderrahmane Sissako
- Premio François Chalais - Mención especial: La sal de la tierra de Wim Wenders & Juliano Ribeiro Salgado

Premio Cannes Soundtrack
- Howard Shore por Maps to the Stars